# Special Olympics Nederland
De Special Olympics Nederland is een sportorganisatie in Nederland die zich inzet om sporten voor mensen met een verstandelijke beperking. Zij organiseert onder andere de Nederlandse editie van de Special Olympics. Daarnaast zorgt zij ook voor de Nederlandse delegatie van sporters met een verstandelijke beperking op de wereldwijde editie.

## Edities
| Jaar | Locatie                        |
| ---- | ------------------------------ |
| 2008 | Amsterdam                      |
| 2010 | Noord-Limburg                  |
| 2012 | 's Hertogenbosch               |
| 2014 | Heerenveen en Sneek            |
| 2016 | Nijmegen, Wijchen en Groesbeek |
| 2018 | Achterhoek                     |
| 2021 | Den Haag                       |
| 2022 | Twente                         |
| 2024 | Breda en Tilburg               |